# Ingvar Kjellson
Anders Ingvar Kjell Kjellson, född 20 maj 1923 i Kärna församling i nuvarande Linköpings kommun, Östergötlands län, död 18 december 2014 i Danderyds församling i Stockholms län, var en svensk skådespelare, regissör och teaterchef.
Han var en mångsidig aktör som bland annat medverkade i TV-serien Hedebyborna och pjäsen Rut och Ragnar på Stockholms stadsteater 2010 med hustrun Meta Velander som motspelerska. Han var verksam till 90 års ålder.

## Biografi
Ingvar Kjellson tillhörde släkten Kjellson från Östergötland. Fadern Henry Kjellson var Sveriges förste flygingenjör och världsmästare i bågskytte. Modern Tina Kjellson, ogift Svensson, var svensk mästare i bågskytte. En faster var gift med bergsingenjören Halvar Löwenhielm.

### Skådespeleri
Efter studier vid Östra Real och verksamhet vid gymnasieteaterföreningen Edda studerade Kjellson vid Gösta Terserus teaterskola och från 1946 vid Dramatens elevskola. Mellan 1946 och 2012 gjorde han 148 roller på Dramaten, bland andra Peachum i Tolvskillingsoperan (1969), Martin i Lars Noréns Natten är dagens mor (1983), Orgon i Tartuffe (1991) och perukmakare Ström i Markurells i Wadköping (1999). År 1985 var han tillförordnad chef för Dramaten under tre månader efter att Lasse Pöysti tvingats avgå. Han var även engagerad vid Uppsala Stadsteater 1951–1957 och Stockholms stadsteater 1960–1964.
Han tillhörde den första generationen skådespelare som ingick i TV-teaterns fasta ensemble. Där framträdde han så flitigt att frasen "I kväll är det Kjellson igen" blev ett stående uttryck bland folk. Mellan 1958 och 1962 gjorde han drygt 30 roller för TV-teatern. Han spelade ofta komiska roller; en av de mest uppskattade var som den excentriske Mon Cousin i TV-serien Hedebyborna 1978. Han lånade även ut sin röst till tecknade filmer som till exempel Robin Hood, Aristocats och Resan till Melonia.
I december 2009 uruppförde han Samuel Becketts timslånga monologtext Ur ett övergivet arbete i regi av Karl Dunér på Helsingborgs stadsteater och Dramaten. Med Karl Dunér arbetade han i flera produktioner, såsom i Kung Ubu (2008) och Till Damaskus (2012) på Dramaten och därpå som Nagg i Becketts Slutspel, då Kjellson de sista åren även återvände till Stockholms stadsteater. År 2010 spelade han mot hustrun Meta Velander i Kristina Lugns Rut och Ragnar. Sista rollen blev som betjänten Firs i Anton Tjechovs Körsbärsträdgården 2013, en roll som han även 1961 gjorde på samma Stockholms stadsteater.

### Regi
Åren 1971–1993 regisserade Kjellson 14 scenuppsättningar på Dramaten, inlett med Birger Normans Sol, vad vill du mig? (1971).

## Familj
Ingvar Kjellson gifte sig 22 juni 1949 med skådespelaren Meta Velander (född 1924), som han hade känt sedan gymnasietiden. De har två barn tillsammans.
Kjellson avled 18 december 2014 på Danderyds sjukhus efter en tids sjukdom i lunginflammation. Paret Kjellson är gravsatta i minneslunden på Djursholms begravningsplats.

## Priser och utmärkelser
- 1954 – Svenska Dagbladets Thaliapris
- 1961 – Gösta Ekman-stipendiet
- 1978 – O'Neill-stipendiet
- 1983 – Litteris et Artibus[5]
- 1988 – Svenska Akademiens teaterpris
- 2011 – Teaterförbundets guldmedalj för "utomordentlig konstnärlig gärning"

## Filmografi (i urval)
- 1945 – Tre söner gick till flyget
- 1945 – Blåjackor
- 1946 – Klockorna i Gamla Sta'n
- 1954 – Gula divisionen
- 1954 – Karin Månsdotter
- 1954 – I rök och dans
- 1954 – Taxi 13
- 1955 – Mord, lilla vän
- 1955 – Flickan i regnet
- 1956 – Ratataa
- 1956 – Sången om den eldröda blomman
- 1956 – Swing it, fröken
- 1957 – Prästen i Uddarbo
- 1958 – Jazzgossen
- 1959 – Törnrosa (svensk röst till Kung Stefan i originaldubb)
- 1961 – Pärlemor
- 1962 – En nolla för mycket
- 1963 – Svärdet i stenen (svensk röst till Sir Hector)
- 1963 – Kurragömma
- 1964 – Wild West Story
- 1966 – Heja Roland!
- 1968 – Het snö
- 1968 – Skammen
- 1968 – Svarta palmkronor
- 1969 – Bokhandlaren som slutade bada
- 1970 – Aristocats (svensk röst till Edgar)
- 1970 – Grisjakten
- 1973 – Robin Hood (svensk röst till prins John)
- 1974 – Vita nejlikan eller Den barmhärtige sybariten
- 1975 – Flåklypa Grand Prix (svensk röst till bland andra shejk Ben Redic Fy Fazan)
- 1977 – Måndagarna med Fanny
- 1979 – I väntan på doktor Forsman (TV-serie)
- 1980 – Marmeladupproret
- 1980 – Sverige åt svenskarna
- 1982 – Ingenjör Andrées luftfärd
- 1983 – Raskenstam
- 1985 – Svindlande affärer
- 1989 – Resan till Melonia (röst till kapten Julgransfot)
- 1991 – Den ofrivillige golfaren
- 1994 – Zorn
- 2012 – Dom över död man

### TV (urval)
- 1964 – Henrik IV
- 1965 – En historia till fredag (TV-serie)
- 1968 – Bombi Bitt och jag
- 1974 – Engeln
- 1977 – Ärliga blå ögon
- 1978 – Hedebyborna
- 1979 – Resan till San Michele
- 1979 – En handelsresandes död
- 1980 – Och skeppets namn var Gigantic
- 1980 – Sinkadus
- 1982 – Amédée
- 1983 – Farmor och vår herre
- 1985 – August Strindberg: Ett liv
- 1985 – Dilleduo
- 1986 – Gösta Berlings saga (TV-serie)
- 1987 – Damorkestern
- 1993 – Morsarvet
- 2009 – Hotell Kantarell

## Teater

### Roller (ej komplett)
| År   | Roll                                                            | Produktion                                                                                                   | Regi                 | Teater                             |
| ---- | --------------------------------------------------------------- | --- | -------------------- | ---------------------------------- |
| 1948 | Hovman 1                                                        | De vises sten Pär Lagerkvist                                                                                 | Alf Sjöberg          | Dramaten                           |
| 1949 | Vagnmakaren Döden En röst                                       | Lycko-Pers resa August Strindberg                                                                            | Göran Gentele        | Dramaten                           |
| 1949 | Tulpan                                                          | Sanningens pärla Zacharias Topelius                                                                          | Keve Hjelm           | Dramaten                           |
| 1949 | Mark Smeaton                                                    | En dag av tusen (Anne of the Thousand Days) Maxwell Anderson                                                 | Olof Molander        | Dramaten                           |
| 1950 | Bonden                                                          | Brand Henrik Ibsen                                                                                           | Alf Sjöberg          | Dramaten                           |
| 1950 | Den lille gubben                                                | Tokiga grevinnan (La folle de chaillot) Jean Giraudoux                                                       | Olof Molander        | Dramaten                           |
| 1950 | Hertig Carl                                                     | Erik XIV August Strindberg                                                                                   | Alf Sjöberg          | Dramaten                           |
| 1951 | Pirkko                                                          | Det lyser i kåken Björn-Erik Höijer                                                                          | Ingmar Bergman       | Dramaten                           |
| 1951 | Matthew Skipps                                                  | Kvinnan bör inte brännas (The lady's not for burning) Christopher Fry                                        | Alf Sjöberg          | Dramaten                           |
| 1951 | Presidenten Wilhelm Fyring, arrendator på prästgården Assessorn | Amorina Carl Jonas Love Almqvist                                                                             | Alf Sjöberg          | Dramaten                           |
| 1953 | Moonface Martin                                                 | Saken är Oscar (Anything Goes) P.G. Wodehouse, Guy Bolton och Cole Porter                                    | Georg Funkquist      | Oscarsteatern                      |
| 1955 | Sakini                                                          | Thehuset Augustimånen (The Teahouse of the August Moon) John Patrick                                         | Palle Granditsky     | Uppsala stadsteater                |
| 1955 | Taddeus                                                         | Judas (Un nommé Judas) Claude-André Puget och Pierre Bost                                                    | Lars Barringer       | Upsala-Gävle stadsteater           |
| 1956 |                                                                 | Boyfriend (The Boy Friend) Sandy Wilson                                                                      | Lars Barringer       | Upsala-Gävle stadsteater           |
| 1957 | Krister Langton                                                 | Domaren Vilhelm Moberg                                                                                       | Per-Axel Branner     | Intiman                            |
| 1958 | Mortimer Brewster                                               | Arsenik och gamla spetsar (Arsenic and Old Lace) Joseph Kesselring                                           | Olof Thunberg        | Intiman                            |
| 1959 | Christian Martin                                                | Oscar Claude Magnier                                                                                         | Gösta Folke          | Folkparksturné/ Lilla Teatern      |
| 1961 | Firs, en gammal betjänt                                         | Körsbärsträdgården (Вишнёвый сад, Visjnjovyj sad) Anton Tjechov                                              | Bengt Ekerot         | Stockholms stadsteater             |
| 1961 | Gotthardt Paulsson                                              | Tuppfäktning Erik Müller                                                                                     | Per Verner-Carlsson  | Stockholms stadsteater             |
| 1961 | Dirigenten för manskören                                        | Lysistrate (Λυσιστράτη, Lysistrátē) Aristofanes                                                              | Hans Dahlin          | Stockholms stadsteater             |
| 1962 | Kapten Bernhard                                                 | Sagoprinsen Vilhelm Moberg                                                                                   | Carl Johan Ström     | Stockholms stadsteater             |
| 1963 | Vasco                                                           | Bara en barberare (Histoire de Vasco) Georges Schehadé                                                       | Lars-Levi Laestadius | Stockholms stadsteater             |
| 1963 | Holm                                                            | Lax, lax, lerbak Alf Henrikson                                                                               | Carl Johan Ström     | Stockholms stadsteater             |
| 1964 | Giovanni                                                        | Han hade två pistoler med svarta och vita ögon (Aveva due pistole con gli occhi bianchi e neri) Dario Fo     | Hans Dahlin          | Stockholms stadsteater             |
| 1964 | Herr Blankensee                                                 | Skärmarna (Les Paravents) Jean Genet                                                                         | Per Verner-Carlsson  | Stockholms stadsteater             |
| 1964 | Medverkande                                                     | Å vilket härligt krig (Oh, what a lovely war) Charles Chilton                                                | Jackie Söderman      | Dramaten                           |
| 1964 | Jörgen Tesman                                                   | Hedda Gabler Henrik Ibsen                                                                                    | Ingmar Bergman       | Dramaten                           |
| 1965 | Kammarherren                                                    | Yvonne, prinsessa av Bourgogne (Iwona, księżniczka Burgunda) Witold Gombrowicz                               | Alf Sjöberg          | Dramaten                           |
| 1967 | Den gamle Harlekinen Andre spelaren                             | Om fem år (Asi que pasen cinco años) Federico Garcia Lorca                                                   | Donya Feuer          | Dramaten                           |
| 1969 | Jonathan Jeremiah Peachum                                       | Tolvskillingsoperan (The Teahouse of the August Moon) Kurt Weill och Bertolt Brecht                          | Alf Sjöberg          | Dramaten                           |
| 1969 | Herr Schultz                                                    | Cabaret John Kander, Fred Ebb och Joe Masteroff                                                              | Lars Amble           | Maximteatern                       |
| 1970 | Trädgårdsmästaren                                               | Brända tomten August Strindberg                                                                              | Alf Sjöberg          | Dramaten                           |
| 1971 | Åsbrant                                                         | Sol, vad vill du mig? Birger Norman                                                                          | Ingvar Kjellson      | Dramaten                           |
| 1972 | Relling Vaktmästare Jensen                                      | Vildanden Henrik Ibsen                                                                                       | Ingmar Bergman       | Dramaten                           |
| 1974 | Erik Madsen                                                     | Den jäktade (Den stundesløse) Ludvig Holberg                                                                 | Henning Moritzen     | Dramaten                           |
| 1976 | Elmgren                                                         | Chez nous Per Olov Enquist och Anders Ehnmark                                                                | Lars Göran Carlson   | Dramaten                           |
| 1977 | Aleksej Kirillov                                                | Onda andar (Бесы, Bésy) Fjodor Dostojevskij                                                                  | Ernst Günther        | Dramaten                           |
| 1979 | Lenin                                                           | Kollontaj Agneta Pleijel                                                                                     | Alf Sjöberg          | Dramaten                           |
| 1980 | Ernst Heinrich Ernersti, "Einstein"                             | Fysikerna (Die Physiker) Friedrich Dürrenmatt                                                                | Per Sjöstrand        | Dramaten                           |
| 1986 | Röst                                                            | Vändpunkt noll Michael Druker                                                                                | Richard Looft        | Teater Förlåt                      |
| 1987 | Aktör                                                           | Drottningens juvelsmycke Carl Jonas Love Almqvist                                                            | Peter Oskarson       | Dramaten                           |
| 1988 | Lars Siggesson, riksmarsk Värdshusvärden                        | Mäster Olof August Strindberg                                                                                | Lennart Hjulström    | Dramaten                           |
| 1990 | Anfelt                                                          | Amorina Carl Jonas Love Almqvist                                                                             | Peter Stormare       | Dramaten                           |
| 1993 | Medverkande                                                     | Sista skriket Ingmar Bergman                                                                                 | Ingmar Bergman       | Dramaten                           |
| 1997 | En man                                                          | Körsbärsträdgården (Вишнёвый сад, Visjnjovyj sad) Anton Tjechov                                              | Peter Langdal        | Dramaten                           |
| 1998 | Tredje guden Farfadern                                          | Den goda människan från Sezuan (Der gute Mensch von Sezuan) Bertolt Brecht                                   | Thorsten Flinck      | Dramaten                           |
| 1999 | Perukmakare Ström                                               | Markurells i Wadköping Hjalmar Bergman                                                                       | Peter Dalle          | Dramaten                           |
| 2003 | Den vita drottningen                                            | Alice i Underlandet (Alice's Adventures in Wonderland) Lewis Carroll, Lucas Svensson och Ole Anders Tandberg | Ole Anders Tandberg  | Dramaten                           |
| 2005 | Den dödsdömde                                                   | Sultanens hemlighet (alʼSultan al-hair) Tawfiq al-Hakim                                                      | Eva Bergman          | Dramaten                           |
| 2009 | Shallow                                                         | Muntra fruarna i Windsor (The Merry Wives of Windsor) William Shakespeare                                    | John Caird           | Dramaten                           |
| 2009 |                                                                 | Ur ett övergivet arbete (From an abandoned work) Samuel Beckett                                              | Karl Dunér           | Helsingborgs stadsteater/ Dramaten |
| 2010 | Huvudet (röst)                                                  | Zéb-un-Nisá Willy Kyrklund                                                                                   | Karl Dunér           | Helsingborgs stadsteater           |
| 2013 | Firs                                                            | Körsbärsträdgården (Вишнёвый сад, Visjnjovyj sad) Anton Tjechov                                              | Eirik Stubø          | Stockholms stadsteater             |

### Regi (ej komplett)
| År   | Produktion                                                             | Upphovsmän          | Teater   |
| ---- | ---------------------------------------------------------------------- | ------------------- | -------- |
| 1971 | Sol, vad vill du mig?                                                  | Birger Norman       | Dramaten |
| 1971 | Lycko-Pers resa                                                        | August Strindberg   | Dramaten |
| 1972 | Dr Burkes egendomliga eftermiddag Podivné odpoledne dr. Zvonka Burkeho | Ladislav Smoček(en) | Dramaten |
| 1973 | Spel i pupill                                                          | Fritz Sjöström      | Dramaten |
| 1986 | Tilltal Talking With                                                   | Jane Martin         | Dramaten |
| 1986 | Damorkestern L'Orchestre                                               | Jean Anouilh        | Dramaten |
| 1989 | En kväll i det nya Stockholm                                           | Caj Lundgren        | Dramaten |
| 1991 | I nöd och lust                                                         | Georges Feydeau     | Dramaten |

## Radioteater

### Roller
| År   | Roll                                     | Produktion                                         | Regi               |
| ---- | ---------------------------------------- | -------------------------------------------------- | ------------------ |
| 1952 | Fästmannen Arne Boström                  | Hillmans semester: Vatten över huvet Folke Mellvig | Lars Madsén        |
| 1958 | Personalchefen                           | Flyg fula fluga... Folke Mellvig                   | Carl-Otto Sandgren |
| 1963 | Nisse Anderfors, direktör i bilbranschen | Trivselmyra story Lars Björkman                    | Hans Lagerkvist    |